# Rouffy
Rouffy is een gemeente in het Franse departement Marne (regio Grand Est) en telt 98 inwoners (2009). De plaats maakt deel uit van het arrondissement Epernay.

## Geografie
De oppervlakte van Rouffy bedraagt 5,7 km², de bevolkingsdichtheid is dus 17,2 inwoners per km².
De onderstaande kaart toont de ligging van Rouffy met de belangrijkste infrastructuur en aangrenzende gemeenten.

## Demografie
Onderstaande figuur toont het verloop van het inwonertal (bron: INSEE-tellingen).